# Kanton Oberaula
Der Kanton Oberaula war eine Verwaltungseinheit im Distrikt Hersfeld des Departements der Werra im napoleonischen Königreich Westphalen.  Hauptort des Kantons und Sitz des Friedensgerichts war der Ort Oberaula im heutigen Schwalm-Eder-Kreis.  Der Kanton umfasste 11 Dörfer und Weiler, hatte 3.675 Einwohner und eine Fläche von 0,69 Quadratmeilen.
Zum Kanton gehörten die Orte:
- Oberaula
- Friedigerode
- Görzhain
- Hausen
- Ibra
- Olberode
- Ottrau mit Kleinropperhausen
- Schorbach
- Wahlshausen
- Weißenborn